# Trilogie des trois mères
 Pour plus de détails, voir Fiche technique et Distribution
La trilogie des trois mères (italien : Trilogia delle tre madri) ou Trilogie des enfers est constitué de trois longs-métrages italiens d'épouvante fantastique réalisés par Dario Argento. Les trois films s'intitulent Suspiria (1977), Inferno (1980) et La Troisième Mère (2007). Chaque film traite de l'une des « mères », un triumvirat d'anciennes sorcières déterminées à dominer le monde dont la puissante magie leur permet de manipuler les événements à l'échelle planétaire, tuant quiconque se lance sur leurs traces.

## Distribution

### Suspiria(1977)
- Jessica Harper : Suzy Bannion
- Joan Bennett : Madame Blanc
- Stefania Casini : Sarah
- Alida Valli : Mme Tanner / Carol
- Udo Kier : Professeur Frank Mandel
- Lela Svasta : Mater Suspiriorum / Helena Markos

### Inferno(1980)
- Irene Miracle : Rose Elliot
- Leigh McCloskey : Mark Elliot
- Daria Nicolodi : Elise Stallone Van Adler
- Veronica Lazar : Mater Tenebrarum / l'infirmière
- Ania Pieroni : Mater Lacrimarum / l'étudiante de musique
- Eleonora Giorgi : Sara
- Fiodor Chaliapine fils : Professeur Arnold / Dr. Varelli

### La Troisième Mère(2007)
- Daria Nicolodi : Elisa Mandy
- Asia Argento : Sara Mandy
- Moran Atias : Mater Lacrimarum
- Adam James (en) : Michael
- Valeria Cavalli : Martha Colussi
- Udo Kier : Père Johannes

## Histoire fictive
L'histoire des Trois Mères commence à l'aube du XIe siècle, lorsque trois sœurs créèrent l'art dangereux de la sorcellerie sur les rives de la mer Noire. Dans les années qui suivirent, ces femmes maléfiques parcoururent le monde en amassant de grandes richesses et un grand pouvoir, et en semant la mort sur leur passage.
À la fin du XIXe siècle, les femmes ont demandé à l'architecte italien Emilio Varelli, qui vivait alors à Londres, de concevoir et de construire pour elles trois demeures, situées dans trois endroits différents du monde : Fribourg-en-Brisgau, Rome et New York. C'est à partir de ces habitations que les Trois Mères gouvernent le monde par la douleur, les larmes et les ténèbres. Un ami de Varelli, ayant trouvé quelques fragments de son journal écrit en latin, en a fait un livre intitulé Le Tre Madri : le livre commence par rappeler que ce qui est raconté est tout à fait réel et en particulier que l'architecte a découvert trop tard la nature maléfique des trois femmes (seuls six exemplaires du livre ont existé de façon certaine, quatre pourraient avoir été détruits à la fin d'Inferno). L'exemplaire du livre qui apparaît dans La Troisième Mère est en italien, ceux d'Inferno sont en latin, ce qui prouve l'existence d'au moins deux éditions différentes du livre maléfique. Les maisons que Varelli a conçues sont ainsi devenues si corrompues que le terrain où elles ont été construites est devenu mortel et pestilentiel : l'odeur désagréable et douce-amère du mal imprègne les zones entourant chaque maison.
Mater Suspiriorum et Mater Tenebrarum ont toutes deux révélé que les Mères étaient des personnifications de la Mort.

### Mater Suspiriorum
Mater Suspiriorum, Notre-Dame des Soupirs, est l'aînée des trois mères. Son vrai nom est Elena Markos. Elle est aussi connue sous le nom de la Reine noire. Jessica Harper rappelle que « la sorcière était jouée par une vieille femme de plus de quatre-vingt-dix ans que Darius avait trouvée dans une maison de retraite près de Rome ».
Elena Markos, une immigrée grecque née en 1023, a été exilée de nombreux pays européens parce qu'elle n'était pas désirée. Pendant cette période, elle a écrit plusieurs livres sur les arcanes. En 1895, elle a fondé la Tanzakademie in Freiburg (Académie de danse de Freiburg en allemand), une école de danse et de sciences occultes, dans la Forêt-Noire. Les habitants avaient peur d'elle, ayant deviné qu'elle était une sorcière. Au fur et à mesure que sa richesse augmentait, les soupçons sur sa véritable nature grandissaient. Pour détourner ces soupçons, Elena Markos a simulé sa propre mort dans un incendie en 1905. Le contrôle de l'académie, qui est devenue une simple école de danse, a été confié à la pupille de Markos, Madame Blanc. L'académie porte une plaque indiquant qu'Érasme y a vécu.
Comme il est raconté dans La Troisième Mère, Elisa Mandy, une sorcière blanche, a combattu Mater Suspiriorum à plusieurs reprises, jusqu'à ce qu'elle soit réduite à une vieille femme avec très peu de pouvoir magique. Ses activités étaient en fait menées par ses adeptes.
Dans Suspiria (1977), Elena Markos est la matrone dont la présence est dissimulée par ses disciples, dirigés par Madame Blanc (Joan Bennett). Une jeune Américaine, Susy Benner (Jessica Harper), découvre les pièces inconnues du sous-sol de l'école après que de nombreux élèves aient été tués par les mandataires de Markos. La vieille sorcière tente d'utiliser sa magie pour tuer la jeune fille, mais ses pouvoirs — notamment l'invisibilité, l'illusion et la télékinésie — s'avèrent insuffisants en raison de son faible état physique. Susy Benner bat Elena Markos en lui perçant le cou avec une dague. La mort de la sorcière provoque l'effondrement de toute l'académie.
Dans le remake Suspiria réalisé par Luca Guadagnino en 2018, Helena Markos est une vieille femme défigurée de plus de 100 ans à la recherche d'un nouveau corps jeune à habiter pour survivre, se cachant dans un placard sous le plancher de la salle principale de l'académie de danse qui porte son nom ; elle est aussi une opposante politique de Madame Blanc (Tilda Swinton), qui dirige une faction qui met en doute la véritable identité de Markos et ne voudrait plus qu'elle dirige le congrégation. La véritable Mater Suspiriorum s'avère être Susie Bannion qui, en entrant à l'Académie, ignore encore sa véritable nature. Elle ne se révélera que lors du rituel de danse final, tuant les Markos et toutes les autres sorcières qui lui avaient prêté allégeance.

### Mater Tenebrarum
Mater Tenebrarum, Notre-Dame des Ténèbres, est « la plus jeune et la plus cruelle » des trois mères. Elle est née en 1044. Son vrai nom n'est pas révélé ; elle réside dans un immeuble néo-gothique de New York érigé en 1910, au no 49. Une plaque apposée à l'extérieur indique l'ancienne demeure de Georges Gurdjieff.
Dans Inferno, le personnage est joué par l'actrice Veronica Lazăr et apparaît surtout sous la forme de l'infirmière d'un Professeur Arnold effrayant. Au plus fort de l'incendie de l'immeuble, le protagoniste Mark Elliot (Leigh McCloskey) descend au sous-sol de la demeure pour la confronter. Il apprend que le vieil homme est en réalité l'architecte Varelli, et qu'il fait office d'esclave de Mater Tenebrarum. La soif de sang de Tenebrarum va finalement causer sa perte, car l'une de ses victimes, une femme de chambre, a provoqué par inadvertance l'incendie de la maison pendant son agonie. Lorsqu'Elliot la rencontre, Tenebrarum se lamente de manière énigmatique : « Tout va brûler... ça s'est déjà produit autrefois ». Tenebrarum fait peut-être référence au dénouement de Suspiria, au cours duquel Mater Suspiriorum se fait tuer et sa maison finit par brûler. Après avoir scellé la pièce, elle rit de façon psychotique, prononce un discours ambigu, puis disparaît. Cependant, son reflet reste dans un miroir et surgit quelques instants plus tard sous la forme d'une incarnation squelettique de la Mort. Elliot s'enfuit de la pièce en défonçant la porte. Tenebrarum est vue pour la dernière fois sous sa forme squelettique, hurlant alors que les débris en feu de sa maison s'effondrent autour d'elle, semblant périr dans les flammes. 

### Mater Lacrimarum
Mater Lacrimarum, Notre-Dame des Larmes, est la plus belle des trois mères et apparemment la plus forte du trio. Comme pour Mater Tenebrarum, son vrai nom est inconnu. Elle est née en 1035. Dans Inferno, il est suggéré que sa maison se trouve à Rome, près du no 49 de la Via Dei Bagni — la bibliothèque philosophique de la Fondation Abertny — où Sara (Eleonora Giorgi) sent une odeur étrange dans l'air. Dans La Troisième Mère, la demeure de Mater Lacrimarum est appelée Palazzo Varelli.
Dans Inferno, Mater Lacrimarum a tenté de charmer Mark Elliot lors d'une leçon de musique à Rome. Ania Pieroni, qui a interprété le personnage dans le film Inferno, a refusé de reprendre le rôle parce qu'elle était maintenant âgée et mère de cinq enfants.
Mater Lacrimarum est interprétée par l'actrice israélienne Moran Atias dans le film La Troisième Mère. Les grands pouvoirs de la sorcière sont réveillés lorsque Sarah Mandy (Asia Argento) ouvre l'urne dans laquelle se trouvent de puissants talismans de sorcière noire (une robe rouge, une dague, trois statuettes). Tandis que ses serviteurs venus du monde entier sèment la terreur dans la ville, Mater Lacrimarum se cache dans les fondations de son palais, préparant sa victoire. Elle est vaincue de la même manière que ses sœurs : Sarah Mandy découvre le repaire souterrain de la sorcière et brûle la robe rouge qu'elle porte, provoquant l'effondrement du palais. Mater Lacrimarum se fait tuer par l'un des obélisques ornant le toit, qui tombe et fait s'effondrer le toit de la crypte souterraine.

## Inspirations

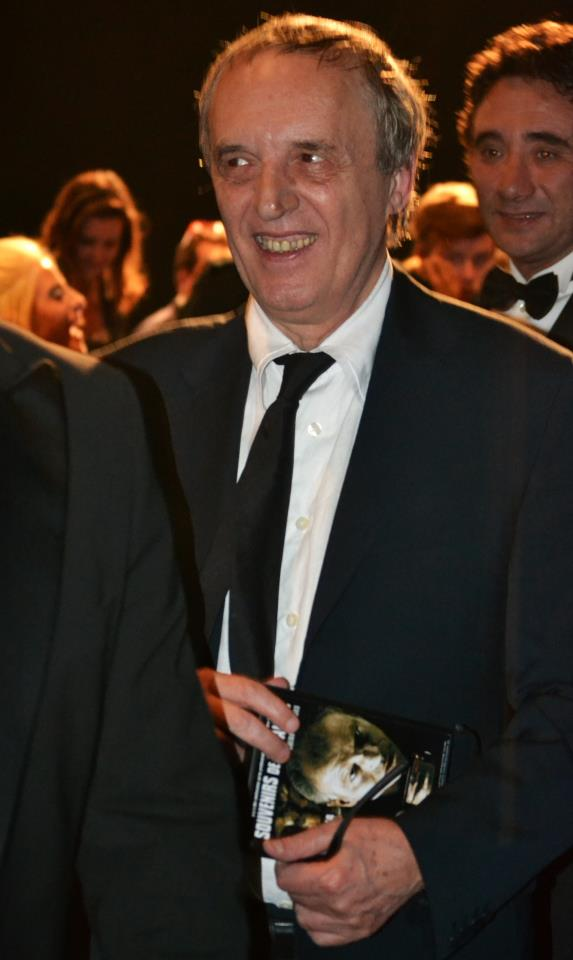
Dario Argento, créateur de la trilogie (2012).

L'idée des trois mères vient de Levana et nos Notre-Dame des Tristesses, un chapitre du Suspiria de Profundis de Thomas de Quincey. Le livre affirme que, tout comme il y a trois Parques et trois Grâces, il y a aussi trois Tristesses. Il s'agit de Mater Lacrimarum (Notre-Dame des Larmes), Mater Suspiriorum (Notre-Dame des Soupirs) et Mater Tenebrarum (Notre-Dame des Ténèbres). L'attribut de chaque femme (larmes, soupirs et ténèbres) est une traduction directe de leur nom en latin (mater est le mot latin pour « mère »).
Le titre Suspiria est clairement dérivé de Mater Suspiriorum. Cependant, le titre Inferno ne fait aucune référence à Mater Tenebrarum (bien qu'il y ait des liens évidents avec elle). Ainsi, le film Ténèbres d'Argento (1982) est souvent confondu avec le deuxième chapitre de la trilogie.

## Autres médias
Mater Lacrimarum est l'antagoniste principal du roman Dracula Cha Cha (écrit par Kim Newman), dans lequel elle entreprend d'éliminer tous les vampires vivant à Rome ; son serviteur le plus fort et le plus maléfique, le terrible Bourreau écarlate (l'antagoniste du film Vierges pour le bourreau de Massimo Pupillo), accomplit cette tâche pour elle. Ses deux sœurs sont également mentionnées dans le roman, mais elles semblent avoir déjà été vaincues. Il y a cependant une erreur dans le roman : l'écrivain affirme que Mater Lacrimarum est la plus âgée des trois sœurs, alors que dans Inferno il est ouvertement indiqué que la plus âgée est Mater Suspiriorum. Il est également expliqué que ses origines sont encore plus anciennes que les origines « officielles » racontées dans les films, puisque l'empereur romain Caligula la connaissait et lui avait consacré de nombreux rites orgiaques et sacrificiels.